# Taraxacum dens-leonis
Taraxacum dens-leonis là một loài thực vật có hoa trong họ Cúc. Loài này được Desf. miêu tả khoa học đầu tiên năm 1799.